# Automedonte
Automedonte é um personagem da mitologia greco-romana. Era habilíssimo com cavalos bravios, foi para guerra de Tróia como cocheiro, conseguia lidar com Xanto e Bálio (cavalos que foram presente dos deuses para Peleu por ocasião de seu casamento).

## História
Originário da Ilha de Ciro, no mar Egeu. Foi condutor do carro de Aquiles e seu companheiro de combate. Quando o herói morreu, serviu a filho deste, Pirro, e participou da tomada de Troia. Seu nome passou a designar um cocheiro hábil e fiel.